# Budapest Bár
A Budapest Bár zenekart Farkas Róbert alapította eredetileg a kávéházi cigányzene korszerűsítése érdekében. 2007-ben a zenekar köré szervezte a magyar rockzene néhány jelentős alakját. Az eredetileg egyetlen lemezre összeállt csapat együtt maradt és azóta is töretlen sikerrel lépnek fel színházakban, fesztiválokon, koncertpódiumokon – az énekesek viszonylag állandó összeállítású szerepeltetésével. Örökzöld táncdalokat, filmslágereket, kuplékat adnak elő újszerűen, kiváló ízléssel, kifinomult cigányzenei háttérrel.

## Tagok
- Farkas Róbert (zenekarvezető, hegedű, gitár)
- Ürmös Sándor (cimbalom)
- Ökrös Károly (harmonika, zongora)
- Farkas Richárd (bőgő)
- Kisvári Bence (dob)

## Korábbi tagok
- Farkas Mihály
- Kisvári Ferenc

### Énekesek
- Behumi Dóra
- Németh Juci
- Rutkai Bori
- Ferenczi György
- Frenk
- Keleti András
- Kiss Tibor
- Kollár-Klemencz László
- Lovasi András
- Mező Misi
- Szűcs Krisztián
- Tóth Vera

## Lemezek
- Budapest Bar Volume 1. (2007)
- Volume 2: Tánc (2009)
- Volume 3: Zene / Music (2010)
- Volume 4: Hoppá! (2011)
- Tánc - Koncertszínház (2011)
- Szerdán tavasz lesz (2013)
- Volume 5: Húszezer éjszakás kaland (2014)
- Klezmer (2015)
- Budapest Bár Vol.7 - Budapest (2017)
- Budapest Bár Vol. 8 - Ha megtehetnéd (2020)
- Budapest Bár Vol. 9 - Tíz után (2023)

## DVD
- Tánc – Koncertszínház (2009)
- Hoppá! – Koncertszínház (2011)

## Díjak
- Budapestért díj (2021)